# Gordon Bajnai
György Gordon Bajnai (Szeged, 5 de março de 1968) é um político do país, foi o primeiro-ministro da Hungria de 2009 até 2010. Em Março de 2009, sucedeu o Primeiro-ministro Ferenc Gyurcsány após este ter anunciado a sua demissão, sendo Bajnai nomeado pela decisão do MSZP como Primeiro-ministro. Bajnai tornou-se primeiro-ministro após o Parlamento ter aprovado uma moção construtiva de não-confiança contra Ferenc Gyurcsány em 14 de abril de 2009.

## Educação e política
Bajnai cresceu em Baja, Hungria. Ele formou-se na Universidade de Ciências Económicas de Budapeste (agora Universidade Corvinus), no Departamento de Relações Internacionais, em 1991.
O futuro primeiro ministro, Ferenc Gyurcsány lembra Bajnai dos jogos de futebol, com longas discussões e as noitadas a beber cerveja no final dos anos 1980. Bajnai não era membro da associação de juventude comunista  (KISZ), como Gyurcsány (que era vice-presidente da organização da juventude comunista em 1989), mas ele também era ativo na juventude-política. Em 1987, Bajnai organizou um boicote da cantina da Universidade de Economia, e foi presidente da Divisão Estudantil Independente.

## Carreira empresarial
Depois de concluir o seu mestrado, Bajnai teve um trabalho na Creditum Financial Consulting Ltd (onde Ferenc Gyurcsány trabalhava). Em 1993, ele realizou um estágio no Banco Europeu de Reconstrução e Desenvolvimento, em Londres. Mais tarde, ele também trabalhou na Eurocorp International Finance Ltd (novamente sob a direção de Ferenc Gyurcsány).
Entre 1995 e 2000, Bajnai foi o director executivo da CA IB Securities Co., e foi o Vice-Chefe Executivo (ao mesmo tempo que András Simor, agora chefe do Banco Nacional da Hungria, foi o chefe da empresa). Bajnai esteve envolvido na gestão da introdução de várias grandes empresas para a bolsa de valores.
Entre 2000 e 2005, foi Chefe Executivo da Wallis RT., uma empresa intimamente associada com o Partido Socialista Húngaro. Durante o mesmo período, ele foi membro do Conselho de Administração em Graboplast (2001 e 2005) e da Raba (2003 e 2005), duas empresas de Győr.
Em 2003, a Associação Nacional de Gerentes distinguiu Bajnai como o "Jovem Gestor do Ano". No mesmo ano, como chefe da Wallis, ele concluiu a liquidação de uma empresa chamada Hajdú-Bet, durante a qual um grande número de fornecedores sofreram grandes perdas. Durante vários anos, Bajnai foi fortemente criticado por isso.
Em 2005, ele foi presidente do Aeroporto de Budapeste Inc., e membro do Comité de Fiscalização da Zwack Inc. Ele foi membro do Conselho Económico da Universidade Corvinus de Budapeste.

## Carreira política

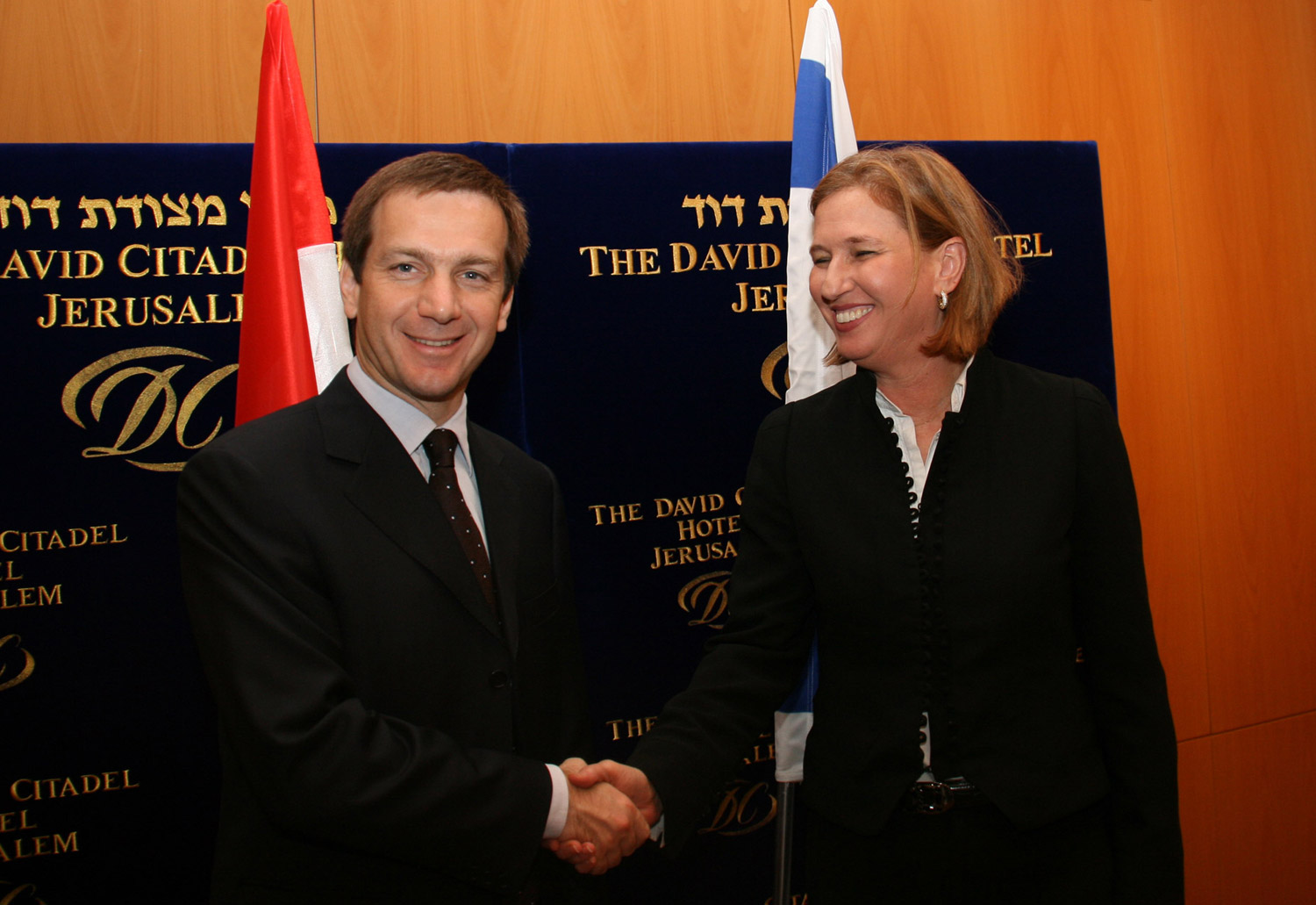
Gordon Bajnai e Tzipi Livni em Jerusalém.

Bajnai recebeu o primeiro posto de trabalho governamental em 2006. Em 1 de julho, o Primeiro-ministro Ferenc Gyurcsány convidou-o para ser o chefe da Agência Nacional de Desenvolvimento.
Ele substituiu Mónika Lamperth no cargo ministerial do Governo local em 2007. Após o SZDSZ deixar o Governo de coligação, ele assumiu a liderança do recém-formado Ministério Nacional do Desenvolvimento Económico.
Em Março de 2009, o Primeiro-ministro Ferenc Gyurcsány anunciou que iria entregar a sua posição ao político com o maior apoio dos partidos do Parlamento húngaro. A Aliança dos Democratas Livres (SZDSZ) opõe-se aos candidatos propostos para o cargo pelos socialistas húngaros, mas em 30 de março de 2009, Gordon Bajnai conseguiu obter o apoio de ambas as partes. A moção construtiva de não-confiança contra Ferenc Gyurcsány teve lugar no dia 14 de abril. Bajnai tornou-se primeiro-ministro nesse dia. O apoio do seu antecessor do apoio bateu o máximo mais baixo de todos os tempos em março de 2009. O apoio público a Bajnai, como sendo o melhor primeiro-ministro de entre uma lista de candidatos, apenas foi de 8% na véspera da sua nomeação como candidato a Primeiro-ministro. 
Este valor baixo permaneceu constante após dois meses em funções.

### Primeiro-Ministro
O Parlamento elegeu Bajnai como Primeiro-ministro da Hungria com 204 votos a favor e 8 abstenções. Os restantes deputados não votaram.